# راک‌اسپرینگز (تگزاس)
راک‌اسپرینگز، تگزاس (به انگلیسی: Rocksprings, Texas) یک منطقهٔ مسکونی در ایالات متحده آمریکا است که در شهرستان ادواردز، تگزاس واقع شده‌است.

## خصوصیات
راک‌اسپرینگز ۳٫۱ کیلومترمربع مساحت و ۱٬۲۸۵ نفر جمعیت دارد و ۷۳۲ متر بالاتر از سطح دریا واقع شده‌است.